# Andreas Schmidt (Schwimmer)
Andreas Schmidt (* 22. September 1959 in Düsseldorf) ist ein ehemaliger deutscher Schwimmer, der für die Bundesrepublik Deutschland startete. Der Freistilschwimmer gewann bei Welt- und Europameisterschaften zehn Staffelmedaillen.

## Sportliche Karriere
Bei den Olympischen Spielen 1976 in Montreal schied Andreas Schmidt über 400 Meter Freistil im Vorlauf aus. In der 4-mal-200-Meter-Freistilstaffel schwamm er im Vorlauf mit, im Finale belegte die Staffel mit Klaus Steinbach, Peter Nocke, Werner Lampe und Hans-Joachim Geisler den vierten Platz hinter den Staffeln aus den USA, der Sowjetunion und dem Vereinigten Königreich. Seine erste internationale Medaille gewann er bei den Schwimmeuropameisterschaften 1977, als er mit der 4-mal-100-Meter-Freistilstaffel in der Besetzung Steinbach, Schmidt, Jürgen Könnecker und Nocke den Titel gewann. 1978 gewann Schmidt über 200 Meter Freistil seinen ersten Deutschen Meistertitel, den er 1979 verteidigen konnte; von 1980 bis 1983 siegte er dann über 100 Meter Freistil.
Bei den Schwimmweltmeisterschaften 1978 in West-Berlin gewann Schmidt drei Medaillen. Die 100-Meter-Freistilstaffel erschwamm er zusammen mit Ulrich Temps, Peter Knust und Klaus Steinbach die Silbermedaille hinter der US-Staffel, die 200-Meter-Freistilstaffel zusammen mit Knust, Karsten Lippmann und Frank Wennmann erhielt Bronze hinter der US-Staffel und der Staffel aus der Sowjetunion. Schließlich gewann die Lagenstaffel mit Klaus Steinbach, Walter Kusch, Michael Kraus und Andreas Schmidt Silber, auch hier ging das Staffelgold in die Vereinigten Staaten. In den Einzelwettbewerben belegte Schmidt den sechsten Platz über 100 Meter Freistil und den achten Platz über 200 Meter Freistil.
1981 gewann Schmidt bei den Europameisterschaften in Split Bronze mit der 100-Meter-Freistilstaffel in der Besetzung Peter Knust, Wilfried Kühlem, Michael Groß und Andreas Schmidt. Die 200-Meter-Freistilstaffel mit Michael Groß, Gerald Schlupp, Andreas Schmidt und Frank Wennmann erkämpfte die Silbermedaille hinter der sowjetischen Staffel. Über 100 Meter Freistil belegte Schmidt in Split den vierten Platz. Bei den Schwimmweltmeisterschaften 1982 in Guayaquil gewann er zweimal Staffelbronze: Mit der 200-Meter-Freistilstaffel in der Besetzung Schmidt, Dirk Korthals, Rainer Henkel und Michael Groß und mit der Lagenstaffel in der Besetzung Stefan Peter, Gerald Mörken, Groß und Schmidt.
Seinen zweiten Europameistertitel gewann er bei den Europameisterschaften 1983 in Rom mit der 200-Meter-Freistilstaffel in der Besetzung Thomas Fahrner, Alexander Schowtka, Andreas Schmidt und Michael Groß. Die Lagenstaffel mit Peter, Mörken, Groß und Schmidt erhielt die Silbermedaille. Über 100 Meter Freistil schlug Schmidt als Siebenter an. Zum Abschluss seiner Karriere erreichte er bei den Olympischen Spielen 1984 den vierten Platz mit der 100-Meter-Freistilstaffel.
Andreas Schmidt begann 1969 mit dem Leistungssport. Am Beginn seiner Karriere schwamm er für den Verein Freie Schwimmer Düsseldorf, Ende 1981 wechselte der 1,92 m große Schmidt zu den Schwimm- und Sportfreunden Bonn.